# Jacques Gabriel Victor Allain
Pour les articles homonymes, voir Allain (homonymie).
Jacques Gabriel Victor Allain, né le 7 janvier 1773 à Saumur, mort le 14 juillet 1852 à Passy (Seine), est un militaire français de la Révolution et de l’Empire.

## États de service
Il entre en service le 5 mai 1789, comme garde du roi dans le régiment des carabiniers de Monsieur, et il obtient son congé par grâce le 27 avril 1791. Le 9 décembre suivant, il entre dans la garde constitutionnelle du Roi, et il passe le 17 août 1792, dans le 2e bataillon de volontaires de Maine-et-Loire avec le grade de capitaine. 
Il fait les campagnes de 1792 et 1793, à l’armée du Nord, et il est destitué en 1793, comme ex-garde du roi. Il sert en l’an II et en l’an III à l’armée de l’Ouest pour se soustraire à la persécution dont il est l’objet. Adjudant de la place d’Angers le 4 mai 1794, il passe comme capitaine le 5 mars 1795, dans la 87e demi-brigade d’infanterie. Envoyé à l’armée de Sambre-et-Meuse, il y reçoit une armes d'honneur le 22 mai 1795, pour avoir conduit un convoi de munitions de guerre à la tête de 60 chasseurs à cheval à travers 4 bataillons insurgés qui s’opposent à son passage. 
Le 6 juin 1795, il passe adjoint aux adjudants-généraux, et le 12 août suivant, il est attaché dans son grade au 16e régiment de dragons. Le 30 mars 1797, il est appelé à remplir les fonctions d’aide de camp du général Lemoine, et il est nommé chef d’escadron le 13 novembre 1797, au 5e régiment de hussards.
Pendant les campagnes des ans VI et VII, il est employé à l’état-major général de l’armée d’Italie, puis de l’armée de Rome et de armée de Naples. Il se distingue à l’affaire de Terni (it) le 27 novembre 1798, où il fait prisonnier un colonel, ainsi qu’à la prise de Popoli, où à la tête d’une compagnie de grenadiers, il s’empare d’un poste retranché et enfin devant une des portes de L'Aquila, qu’il force nuitamment à la tête d’un détachement de dragons, et dont il se rend maitre. 
Proposé en mars 1800, pour le grade d’adjudant-commandant, les consuls ajournent la proposition à la première bataille. Appelé à l’armée de réserve, pour la campagne qui s’ouvre, il gagne son grade sur le champ de bataille de Marengo le 14 juin 1800, en passant entre le feu des deux armées pour rendre plus rapidement compte d’un mouvement que l’ennemi a fait sur la gauche. Le premier consul le nomme le 28 juillet suivant.
Mis en non activité à la réorganisation des états-majors, il est remis en fonction sur un rapport spécial du ministre, ordonné par Bonaparte le 19 septembre 1801, attribuant la première place vacante d’adjudant-commandant au colonel Allain. Il passe en cette qualité le 3 novembre 1801, à la 9e division militaire, et il est mis en non activité le 23 septembre 1802. Replacé dans l'armée active le 6 avril 1803, dans cette même division militaire, il est fait chevalier de la Légion d’honneur le 5 février 1804, et officier de l’ordre le 14 juin 1804.
En l’an XIII, il quitte le département du Gard, où il commande en chef la force armée, pour se rendre à l’armée des côtes de l’Océan. Il fait la campagne de 1805 à la Grande Armée, et celle de 1806 à la 1re division de grosse cavalerie, puis au 5e corps d’armée. Il est élevé au grade de commandeur de la Légion d’honneur le 25 décembre 1805. Attaché à l’état-major du 5e corps le 24 septembre 1806, il fait la campagne de 1807 en Pologne avant de passer le 10 novembre de ma même année au 2e corps d’observation de la Gironde. 
En 1808, il est placé à l’état-major général de l’armée d’Espagne, et en 1809, à celui de l’armée d’Allemagne. En 1810, il est employé à l’armée de l'Intérieur, et il obtient sa retraite le 6 septembre 1810. Il est fait chevalier de Saint-Louis le 25 septembre 1815, et il est promu au grade honoraire de maréchal de camp le 17 avril 1822.
Il meurt le 14 juillet 1852 à Passy.

## Dotation
- Dotation de 500 francs de rente annuelle sur le Monte Napoleone le 17 mars 1808.

## Sources
- A. Lievyns, Jean Maurice Verdot, Pierre Bégat, Fastes de la Légion-d'honneur, biographie de tous les décorés accompagnée de l'histoire législative et réglementaire de l'ordre, t. 4, Bureau de l’administration, 1844, 640 p. (lire en ligne), p. 386.
- « Cote LH/20/34 », base Léonore, ministère français de la Culture
- Danielle Quintin et Bernard Quintin, Dictionnaires des colonels de Napoléon, S.P.M., 2013, 978 p. (ISBN 978-2-296-53887-0, lire en ligne), p. 38-39
- Célestin Port, Dictionnaire historique : géographique, et biographique de Maine-et-Loire, vol. 1, J. B. Dumoulin, 1874, p. 9.
- Charles Théodore Beauvais et Vincent Parisot, Victoires, conquêtes, revers et guerres civiles des Français, depuis les Gaulois jusqu’en 1792, tome 25, C.L.F Panckoucke, janvier 1822, 400 p. (lire en ligne), p. 190.